# Psaliodes angustata
Psaliodes angustata là một loài bướm đêm trong họ Geometridae.